# Macrostylis longiuscula
Macrostylis longiuscula är en kräftdjursart som beskrevs av Boris Vladimirovich Mezhov 1981. Macrostylis longiuscula ingår i släktet Macrostylis och familjen Macrostylidae. Inga underarter finns listade i Catalogue of Life.